# Championnats d'Europe de boxe amateur 1937
Navigation
Édition précédente Édition suivante
La 5e édition des championnats d'Europe de boxe amateur s'est déroulée à Milan, Italie, du 5 au 9 mai 1937. 

## Résultats

### Podiums
| Catégories                 | Or                 | Argent             | Bronze           |
| Poids mouches (-50,8 kg)   | Vilmos Enekes      | Edmund Sobkowiak   | Gavino Matta     |
| Poids coqs (-53,5 kg)      | Ulderico Sergo     | Anton Osca         | Veikko Huuskonen |
| Poids plumes (-57,1 kg)    | Aleksander Polus   | Federico Cortonesi | Gyula Szabo      |
| Poids légers (-61,2 kg)    | Herbert Nürnberg   | Nikolai Stepulov   | Mario Facchin    |
| Poids welters (-66,7 kg)   | Michael Murach     | Imre Mandi         | Oskar Agren      |
| Poids moyens (-72,6 kg)    | Henryk Chmielewski | Gerhardus Dekkers  | Bruno Zorzenone  |
| Poids mi-lourds (-79,4 kg) | Luigi Musina       | Franciszek Szymura | Lajos Szigeti    |
| Poids lourds (+79,4 kg)    | Olle Tandberg      | Herbert Runge      | Erling Nielsen   |

### Tableau des médailles
| Place | Pays              | Médaille d'or, Europe | Médaille d'argent, Europe | Médaille de bronze, Europe | Total |
| ----- | ----------------- | --------------------- | ------------------------- | -------------------------- | ----- |
| 1     | Pologne           | 2                     | 2                         | 0                          | 4     |
| 2     | Italie            | 2                     | 1                         | 3                          | 6     |
| 3     | Allemagne         | 2                     | 1                         | 0                          | 3     |
| 4     | Hongrie           | 1                     | 1                         | 2                          | 4     |
| 5     | Suède             | 1                     | 0                         | 1                          | 2     |
| 6     | Estonie           | 0                     | 1                         | 0                          | 1     |
| 6     | Pays-Bas          | 0                     | 1                         | 0                          | 1     |
| 6     | Roumanie          | 0                     | 1                         | 0                          | 1     |
| 9     | Finlande          | 0                     | 0                         | 1                          | 1     |
| 9     | Norvège           | 0                     | 0                         | 1                          | 1     |
| Total | 10 pays médaillés | 8                     | 8                         | 8                          | 24    |